# Kanye West
Kanye Omari West (Atlanta, 8 de juny de 1977) és un raper, cantant, productor musical i dissenyador de roba estatunidenc. West va iniciar els seus passos com a productor a Roc-A-Fella Records, on va assolir cert renom pel seu treball a l'àlbum de Jay-Z The Blueprint, així com en senzills d'èxit per a artistes com Alicia Keys, Ludacris i Janet Jackson. El seu estil de producció originalment emprava mostres vocals extretes de cançons de música soul, junt amb les seves pròpies mostres de bateria i altres instruments. En produccions següents va anar ampliant progressivament el seu espectre d'influències, incloent-hi mostreigs de R&B dels anys 70, pop barroc, trip-hop, arena rock, folk, electrònica, synthpop i música clàssica.
West va publicar el seu àlbum de debut, The College Dropout, el 2004; el seu segon àlbum Late Registration, el 2005; el seu tercer àlbum Graduation, el 2007; i el quart, 808s & Heartbreak, el 2008. Els quatre han rebut nombrosos premis, incloent-hi un total de dotze Grammys, i l'aclamació de la crítica. Tots han resultat molt reeixits a nivell comercial, convertint-se 808s & Heartbreak en el seu tercer àlbum núm. 1 als Estats Units després de la seva publicació. West a més dirigeix la seva pròpia productora, GOOD Music, segell d'artistes com John Legend, Commoncommon i Kid Cudi. La mascota i segell de West és "Dropout bear", un os de peluix que ha aparegut a les portades de quatre dels seus cinc àlbums, així com a diverses portades de senzills i vídeos musicals. About.com ha qualificat Kanye West com el núm. 8 de la seva llista d'"Els 50 millors productors de Hip-Hop". El 16 de maig de 2008, West va ser coronat per l'MTV com el núm. 1 en la MTV's Annual Hottest MC List.

## Primers anys
A 10 anys, West es va traslladar amb la seva mare a Nanjing, Xina, on ella ensenyava a la Universitat de Nanjing, com a part d'un programa d'intercanvi. West va ser l'únic estranger en la seva classe, però es va adaptar bé i ràpidament va aprendre la llengua, tot i que des de llavors n'ha oblidat la major part.
West va demostrar una afinitat per les arts a una edat jove. Va començar a escriure poesia quan tenia cinc anys. La seva mare recorda que primer es va adonar de la passió de West per al dibuix i la música quan era al tercer grau. En créixer a Chicago, West es va involucrar profundament en la seva escena de hip-hop. Ell va començar a rapejar en el tercer grau i va començar a fer composicions musicals en el setè grau, i amb el temps vendre-les a altres artistes. Amb tretze anys, West va escriure una cançó de rap anomenat "Green Eggs and Ham" i va començar a convèncer la seva mare per pagar $ 25 per hora pel temps en un estudi de gravació. Era un petit estudi, en un soterrani cru en un micròfon penjat del sostre per un penjador de filferro. Tot i que això no era el que volia la mare l'hi va donar suport. West es va creuar amb el productor / DJ No I.D. amb el qual va formar ràpidament una estreta amistat. Aviat es va convertir en un bon mentor i va ser a partir d'aquí que West va aprendre a "samplejar" i a programar ritmes després de va rebre el seu primer sampler als 15 anys.
Després de graduar-se en l'escola secundària, West va rebre una beca per assistir a l'Acadèmia Americana d'Art el 1997 a Chicago i va començar a prendre classes de pintura, però poc després va canviar a la Universitat Estatal de Chicago per estudiar anglès. Aviat es va adonar que el seu horari de classes era perjudicial per al seu treball musical, i als vint va abandonar la universitat per perseguir els seus somnis musicals. Aquesta acció va disgustar molt a la seva mare, que també era professora a la universitat. Més tard va comentar: «Tenia capficat al cap que la universitat és el bitllet per a una bona vida ... tanmateix, alguns objectius de carrera no requereixen la universitat. Crear un àlbum anomenat College Dropout, es tractava més de tenir les idees i seguir els meus impulsos, en lloc de seguir el camí que la societat ha dissenyat».

## Discografia
Àlbums d'estudi:
- The College Dropout (2004)
- Late Registration (2005)
- Graduation (2007)
- 808s & Heartbreak (2008)
- My Beautiful Dark Twisted Fantasy (2010)
- Yeezus (2013)
- The Life of Pablo (2016)
- Ye (2018)
- Jesus Is King (2019)
- Donda (2021)
- Donda 2 (2022)
- VULTURES 1 (2024)
- VULTURES 2 (2024)

Àlbums en viu:
- Late Orchestration (2006)
- VH1 Storytellers: Kanye West (2010)

Col·laboracions:
- Watch The Throne (2011) (amb Jay-Z)
- Cruel Summer (2012) (amb GOOD Music)
- Kids See Ghosts (2018) (amb Kid Cudi)

Àlbums visuals:
Bully (2025)

## Guardons
Premis
- 2012: Grammy al millor àlbum de rap

Nominacions
- 2005: Grammy al millor nou artista